# Venga Monjas
Venga Monjas es un dúo cómico y guionistas de Barcelona compuesto por Esteban Navarro y Xavi Daura, que iniciaron su actividad en 2006 colaborando con diversas creaciones audiovisuales en la plataforma de vídeos de internet YouTube. Desde entonces, han proyectado su estilo de humor grotesco y esperpéntico en la creación de varias webseries y en su trabajo de guionistas en series de televisión.

## Historia
Xavi, que quería ser director de cine cómico, estudió Publicidad y Relaciones Públicas en la Universidad de Barcelona. Esteban, que quería ser dibujante de cómics y hacer animaciones para Disney o Pixar, estudió Bellas Artes en esa misma universidad, e hizo un curso de diseño gráfico en la Escuela Joso de Barcelona. Cuando tenían 20 años, decidieron comenzar a grabar vídeos para subirlos a Youtube con una cámara de fotos de 3 MP que tenía opción de grabar vídeo, con la cual tan solo disponían de cinco minutos de grabación, teniendo que estar así continuamente transfiriendo los vídeos al ordenador, donde posteriormente los editaban con el programa de edición Adobe Premiere.

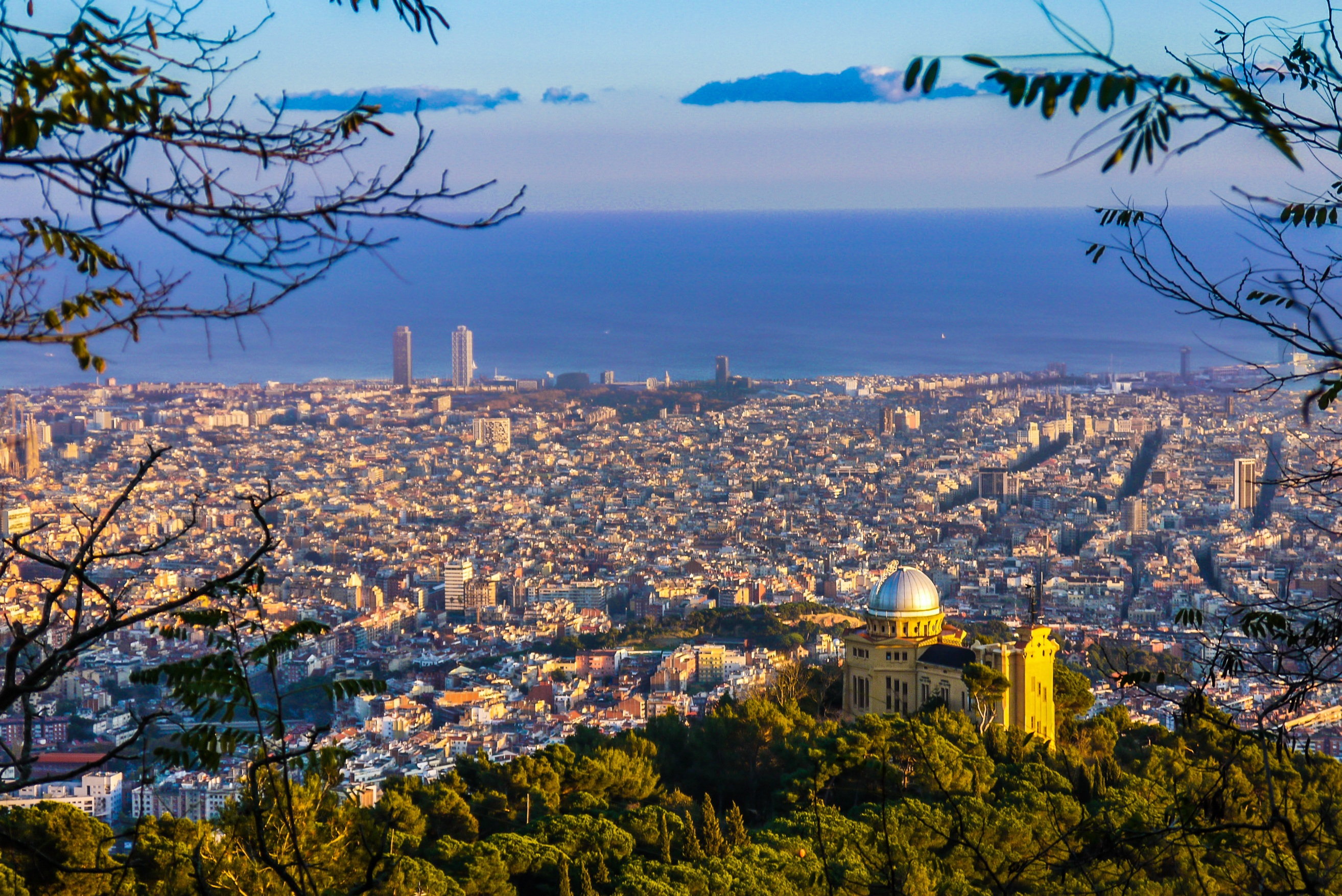
La ciudad de Barcelona, donde ambos miembros de Venga Monjas viven y trabajan

Hacer vídeos fue un pasatiempo hasta que en 2010 comenzaron a trabajar como guionistas de la serie Museo Coconut (Neox). Se trasladaron a Madrid en 2007, donde con la ayuda de Nacho Vigalondo, que los promocionó en su blog, consiguieron que los llamaran del programa Silenci (TV3). Este artículo también dio lugar a que Xavi y Esteban conocieran a Miguel Noguera, humorista, dibujante y escritor.[cita requerida] Desde entonces, Noguera ha colaborado como actor en numerosas ocasiones con Venga Monjas, en cortometrajes como Llamadme Claudia o Smoker Phone, y en Da suisa, una webserie cuyos episodios consisten en parodias de capítulos de Los Simpson con aportaciones propias del dúo cómico, y cuyo éxito les ha llevado a hacer shows en salas de numerosas ciudades de España. En 2011 crearon para TNT la serie Galactic Gym, sobre un perro antropomorfo que regenta un gimnasio.
En 2012 introdujeron nuevos formatos a su canal de Youtube, como por ejemplo Noticias de actualidad, donde entrevistaban a gente por la calle sobre temas del momentos o hacer un juego de adivinación con personalidades del mundo del espectáculo o relacionados como Ana Morgade o Pepe Colubi. Este formato estuvo en la plataforma hasta que en 2017 pasó a estar con contenido exclusivo en el programa Alguna pregunta més?, del canal de televisión catalana TV3, y en 2018 en la plataforma online Flooxer, de Atresmedia.
Pasaron los años y su contenido en el canal fue siendo variado, desde capítulos de su webserie Da Suisa, hasta  sketches musicales como Ciego que en realidad ve o El parque, pasando por especiales de Navidad (por ejemplo, Toti Canalla's Xmas Special) y parodias de programas de televisión (La auténtica historia de Just for Laughs).
Los Venga Monjas también se han adentrado en el mundo de la música: cada año, desde 2014, sacan lo que ellos llaman Hits, pequeños EPs con canciones que no suelen durar más de dos minutos. En 2018 sacaron su primer álbum, Viva la Música.
Aunque el dúo no se ha separado, ambos han priorizado sus trayectorias por separado. Esteban Navarro es el productor de Rigoberta Bandini, mientras que Xavi Daura forma parte del equipo de guionistas de La revuelta en Televisión Española.

## Colaboraciones
Han colaborado en series y programas, tanto en televisión como en Internet. 

### Televisión
- Museo Coconut (Neox), 2010;
- Ilustres ignorantes (#0), por separado;
- En el aire (La Sexta);
- Noticias de actualidad del programa APM? (TV3) 2017.
- El Castillo de Takeshi (Amazon prime video) 2023

### Internet
- Visto lo visto, en el primer episodio de la webserie, Imberbe, como actores.

- También colaboran en canales de Youtube como Haciendo la mierda o CaféConLou, donde batieron el récord de No me gusta del canal con el vídeo que hicieron para este.

- Colaboraron en la webserie Malviviendo actuando en el primer y el tercer capítulo de la segunda temporada.

- Crearon contenido para el canal de Youtube TopTrendingVideo, siendo lo más destacable la corta webserie Dos Salaos en Modo Random.

- Colaboraron para un vídeo del canal Living Postureo, de Victoria Martín y Nacho Pérez-Pardo.

## Colaboradores
En el trabajo de Venga Monjas han participado personajes como Berto Romero, Pepe Colubi, Carlos Areces, Raúl Cimas, Ernesto Sevilla, Joaquín Reyes, Rigoberta Bandini o Álvaro Carmona (además de familiares y amigos del dúo, como Joan Daura, padre de Xavier, o Carles Gras).
Han contado también con la participación de directores y realizadores de cine en su Venga Monjas Directed by, un conjunto de siete cortometrajes:
| Cortometraje            | Director        |
| ----------------------- | --------------- |
| Don Pepe Popi           | Carlos Vermut   |
| Tres Tristes Triples    | Isaki Lacuesta  |
| Stracomb tope de fuerte | Néstor F        |
| La Ferguson Party       | Carlo Padial    |
| Aniversario             | Marc Crehuet    |
| Amour                   | Ernesto Sevilla |
| Smoker Phone            | Miguel Noguera  |